# Adrien Jourdeuil
Adrien Jourdeuil (1849-1907) est un peintre paysagiste français du XIXe siècle.

## Biographie
Louis Marie Adrien Jourdeuil est né en 1849 à Saint-Pétersbourg en Russie où son père Charles Jourdeuil était peintre officiel de la Couronne impériale. Venu à 17 ans à Paris, il fait des études à l'École des Beaux-Arts de cette ville sous la direction du professeur Isidore Pils tout en se perfectionnant dans le décor de théâtre.
C'est d'ailleurs dans cette spécialité que, après son service militaire qu'il effectue sous le commandement de Charles Denis Bourbaki pendant la guerre de 1870, il est appelé en Russie avec le titre de peintre des théâtres impériaux. Trois ans après, il revient à Paris pour participer à la décoration de théâtres comme le théâtre italien et poursuit sa spécialité dans les villes de Londres et Bruxelles.
Abandonnant son statut de peintre de théâtres, il se perfectionne dans la peinture d'art auprès de Léon Bonnat, mais aussi de William Bouguereau et de Tony Robert-Fleury. Il participe alors à de nombreux salons parisiens où sont exposés ses toiles de natures mortes, de fleurs et surtout de paysages. Le 2 mai 1881 il expose Chemin creux à Concarneau au Palais des Champs-Élysées. Il obtient une médaille de 3e classe au Salon de 1888 pour Bords de la Varenne et Matinée d'octobre à Martigny. Il expose également à Lyon en 1894 Bords de scène aux dernières lueurs solaires, Sur la falaise de la citadelle de Dieppe et Matinée d'été aux environs de Rouen, en 1903 Fin de journée printanière au Cap d'Antibes et en 1904 Matin d'automne dauphinois dans les prés des Cuves de Sassenage.
Il meurt à Saint-Cassin arrondissement de Chambéry le 27 juillet 1907. Son acte de décès nous apprend que sa mère Agathe Digoin de Romainville était directrice de l'Institut des demoiselles nobles russes et qu'il s'est marié avec Augustine Grisard.

## Galerie

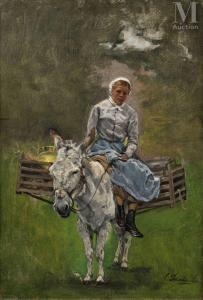
Jeune fille sur son âne
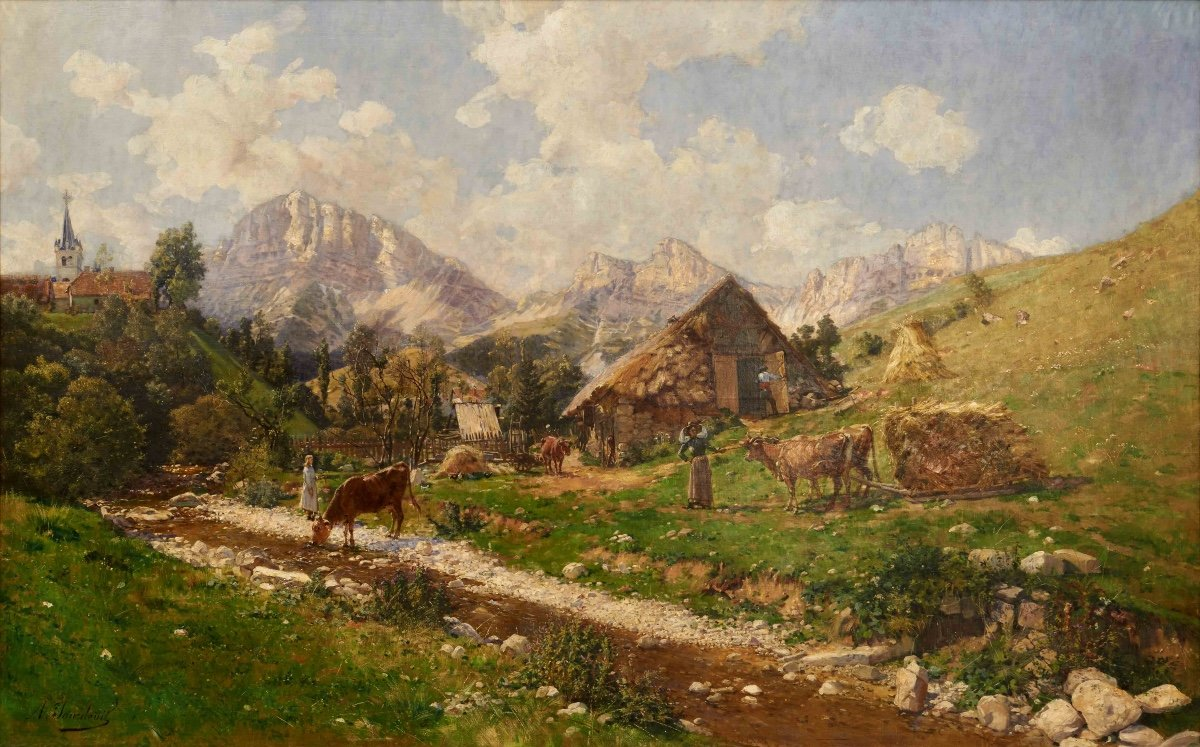
Vue sur Gresse-en-Vercors, le Grand-Veymont et Rocherousse
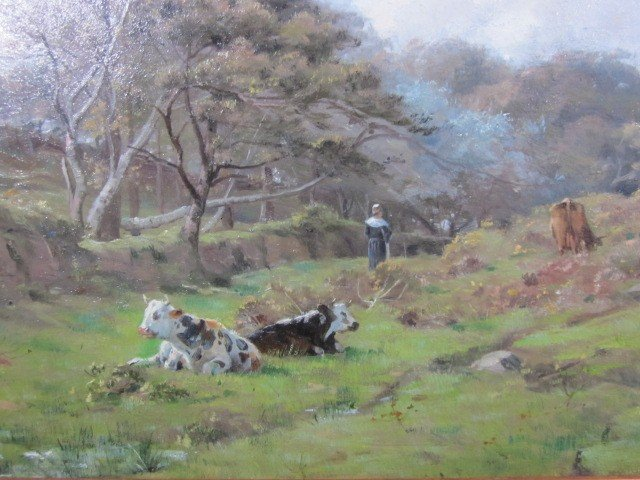
Fermière et vaches aux pâturages